# Natasha Kiss
Natasha Kiss née Michelle Conti le 21 mars 1973 à Cairo Montenotte, dans la province de Savone, en Italie, est une réalisatrice et actrice de films pornographiques italienne.

## Biographie
En 2004, Natasha Kiss fut nommée meilleure actrice pour le  prix Nymphe du Festival international de cinéma érotique de Barcelone.
Elle a pris sa retraite en 2009 avec un total de 59 films en tant qu'actrice et 22 autres en tant que réalisatrice.
Sa société de production est appelée Natasha Kiss Communications (NKC).
Natasha Kiss affirme avoir eu plusieurs relations sexuelles avec Dominique Strauss-Kahn, qu'elle avait surnommé Genghis Khan,,.